# Juan Antonio Llorente
Juan Antonio Llorente (Rincón de Soto, La Rioja, 30 de Março de 1756 – Madrid, 7 de Fevereiro de 1823) foi um eclesiástico, inquisidor, historiador e político espanhol. Fez parte do grupo dos chamados "afrancesados" durante a Guerra da Independência espanhola. Foi o autor de muitas obras, sendo a mais famosa uma história da Inquisição Espanhola, publicada durante o seu exílio em França.